# Funcția Mertens
În teoria numerelor, funcția Mertens este definită pentru toate numerele întregi pozitive n astfel:
{\displaystyle M(n)=\sum _{k=1}^{n}\mu (k)}
unde μ(k) este funcția clasică Möbius. Funcția este numită în onoarea lui Franz Mertens. Această definiție poate fi extinsă la numerele reale pozitive după cum urmează:
{\displaystyle M(x)=M(\lfloor x\rfloor ).}
Mai puțin formal, {\displaystyle M(x)} este numărul de întregi liberi de pătrate până la x care au un număr par de factori primi, minus numărul celor care au un număr impar.
Primele 143 M(n) sunt:
| M(n) | +0 | +1 | +2 | +3 | +4 | +5 | +6 | +7 | +8 | +9 | +10 | +11 |
| ---- | -- | -- | -- | -- | -- | -- | -- | -- | -- | -- | --- | --- |
| 0+   |    | 1  | 0  | −1 | −1 | −2 | −1 | −2 | −2 | −2 | −1  | −2  |
| 12+  | −2 | −3 | −2 | −1 | −1 | −2 | −2 | −3 | −3 | −2 | −1  | −2  |
| 24+  | −2 | −2 | −1 | −1 | −1 | −2 | −3 | −4 | −4 | −3 | −2  | −1  |
| 36+  | −1 | −2 | −1 | 0  | 0  | −1 | −2 | −3 | −3 | −3 | −2  | −3  |
| 48+  | −3 | −3 | −3 | −2 | −2 | −3 | −3 | −2 | −2 | −1 | 0   | −1  |
| 60+  | −1 | −2 | −1 | −1 | −1 | 0  | −1 | −2 | −2 | −1 | −2  | −3  |
| 72+  | −3 | −4 | −3 | −3 | −3 | −2 | −3 | −4 | −4 | −4 | −3  | −4  |
| 84+  | −4 | −3 | −2 | −1 | −1 | −2 | −2 | −1 | −1 | 0  | 1   | 2   |
| 96+  | 2  | 1  | 1  | 1  | 1  | 0  | −1 | −2 | −2 | −3 | −2  | −3  |
| 108+ | −3 | −4 | −5 | −4 | −4 | −5 | −6 | −5 | −5 | −5 | −4  | −3  |
| 120+ | −3 | −3 | −2 | −1 | −1 | −1 | −1 | −2 | −2 | −1 | −2  | −3  |
| 132+ | −3 | −2 | −1 | −1 | −1 | −2 | −3 | −4 | −4 | −3 | −2  | −1  |

|  | Graficele sunt indisponibile din cauza unor probleme tehnice. Mai multe informații se găsesc la Phabricator și la wiki-ul MediaWiki. |

Funcția Mertens crește încet în direcții pozitive și negative atât în medie, cât și ca valoare de vârf, oscilând într-un mod aparent haotic trecând prin zero atunci când n are valorile
2, 39, 40, 58, 65, 93, 101, 145, 149, 150, 159, 160, 163, 164, 166, 214, 231, 232, 235, 236, 238, 254, 329, 331, 332, 333, 353, 355, 356, 358, 362, 363, 364, 366, 393, 401, 403, 404, 405, 407, 408, 413, 414, 419, 420, 422, 423, 424, 425, 427, 428,...